# Kőris-patak
A Kőris-patak Vas vármegyében ered, Vasszilvágy északkeleti részén. A patak forrásától kezdve délkeleti-keleti irányban halad, majd északnak fordul, végül Dénesfától keletre eléri a Répcét.
A Kőris-patak vízgazdálkodási szempontból a Rábca és Fertő-tó Vízgyűjtő-tervezési alegység működési területét képezi.
A Szelestei-patak Kisölbőnél, a Pereszteg-patak Jákfa mellett torkollik bele. A patak keresztezi a Répce-árapasztó-csatorna útját. A patak a Répce, tágabb értelemben a Duna vízgyűjtő területén fekszik.

## Part menti települések
- Vasszilvágy
- Bögöt
- Ölbő
- Kisölbő
- Pósfa
- Zsédeny
- Hegyfalu
- Vasegerszeg
- Jákfa
- Uraiújfalu
- Nick
- Répcelak
- Dénesfa